# Kaya, Burkina Faso
Kaya este un oraș din provincia Sanmatenga, Burkina Faso.